# نوگوش
نوگوش (انگلیسی: Nugush) یک شهرک در شهرستان ملئوزوفسکی استان باشقیرستان کشور روسیه است.